# Любушкин, Николай Иванович
Николай Иванович Лю́бушкин (20 марта 1923, Нижнее Чуево, Мучкапский район, Тамбовская область — 15 апреля 1995, Уварово, Тамбовская область) — участник Великой Отечественной войны, танкист, полный кавалер ордена Славы.

## Биография
Родился в 1923 году в селе Нижнее Чуево (ныне Тамбовская область) в крестьянской семье. Окончил 7 классов средней школы. После школы работал в колхозе механизатором.
В Красной Армии c марта 1943 года, в боях начал принимать участие с декабря того же года. Служил в составе 13-й гвардейской танковой бригады — автоматчиком. В середине апреля 1944 года, вблизи Тернополя, действуя вместе с танковым десантом, заменил в танковом экипаже убитого заряжающего. Во время этого боя был ранен, однако продолжал оставаться в строю. 28 апреля 1944 года был награждён орденом Славы 3-й степени. Во время одного из боёв вблизи Пильзно (Польша), Николай Любушкин, уничтожил более 10 вражеских солдат. Когда противник начал отступать, Любушкин вёл огонь из оставленного противниками миномёта. 18 сентября 1944 года был награждён орденом Славы 2-й степени. В первой половине февраля 1945 года во время боёв в Восточной Германии, уничтожил более 10 солдат противника. В ходе боёв вблизи Бреслау помог устранить пожар на советском танке (который находился на территории противника) и оказал первую помощь раненым танкистам. 27 июня 1945 года был награждён орденом Славы 1-й степени.
Демобилизовался в 1946 году. Устроился работать на одну из шахт Подмосковья — проходчиком. Вскоре вернулся в родные края, где устроился работать на сахарный завод.
Жил в городе Уварово (Тамбовская область). Был избран председателем Уваровского общества охотников и рыболовов.
Умер в 1995 году.

## Награды
- Орден Отечественной войны 1-й степени (11 марта 1985)[4];
- Орден Славы 1-й степени (27 июня 1945 — № 1828);
- Орден Славы 2-й степени (18 сентября 1944 — № 1869)[5];
- Орден Славы 3-й степени (28 апреля 1944 — № 22524)[6];
- ряд медалей.